# Mille Petrozza

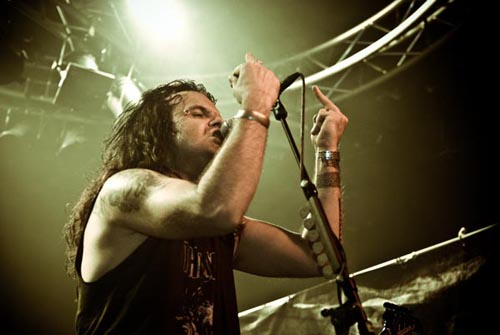
Mille Petrozza en 2007.

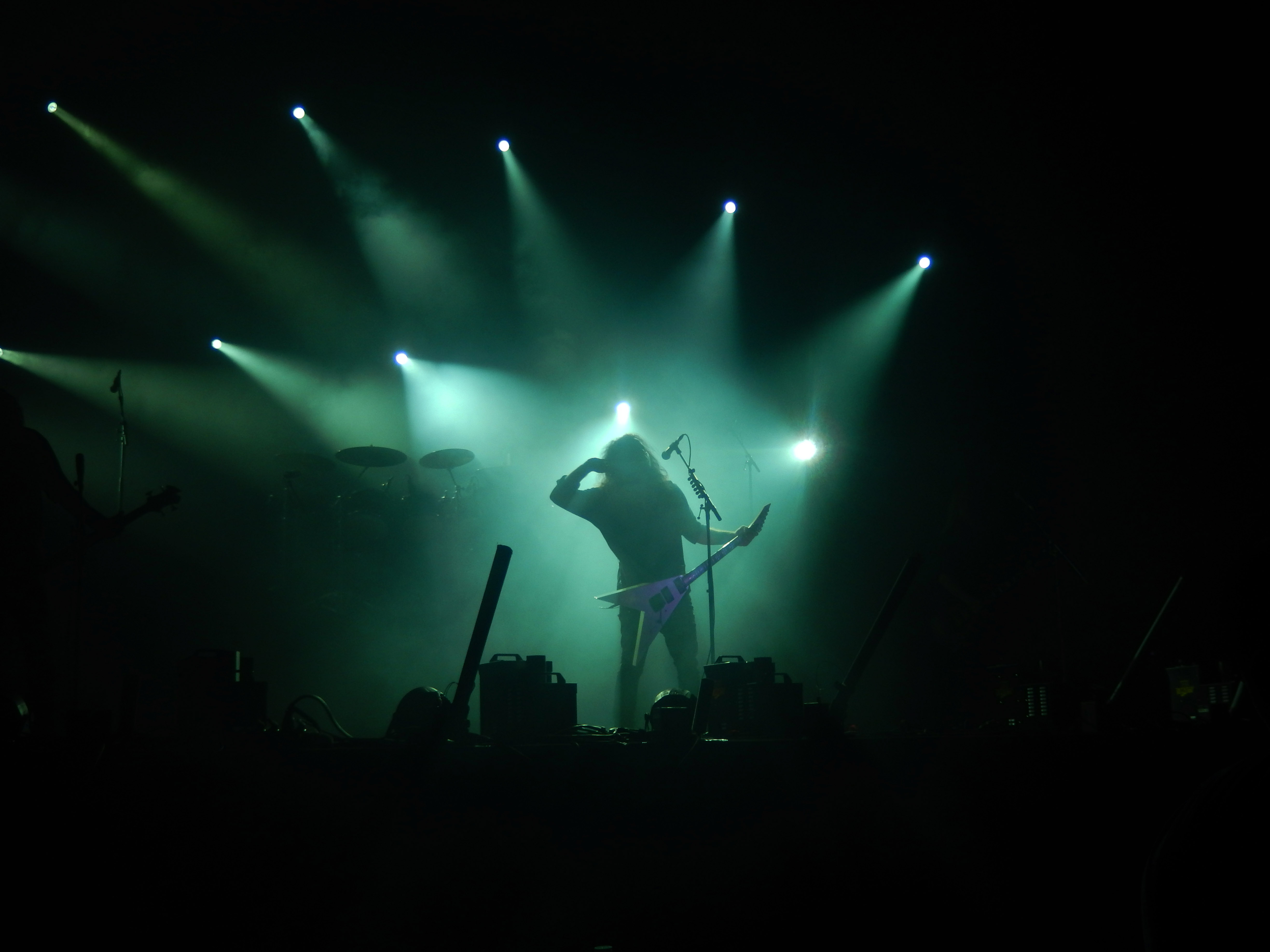
Mille Petrozza (Kreator) au Motocultor en 2017.

Miland Petrozza dit Mille Petrozza, né le 18 décembre 1967, est un guitariste et chanteur allemand. Mille Petrozza est devenu célèbre en créant le groupe de thrash metal allemand Kreator, au sein duquel il est le chanteur principal et guitariste.
Mille Petrozza a fait partie du line-up original du groupe Voodoocult, en 1994. Il joue de la guitare sur le premier album du groupe.

## Biographie

### Carrière

#### Équipement
Mille a joué avec des guitares Ibanez, puis BC Rich et utilise désormais principalement des guitares Jackson. Mille possède une signature de cette marque, la MillePhobia King V,. Occasionnellement, il utilise des Gibson Les Paul et des Fender Telecaster.
Il utilise des pédales d'effets MXR ainsi que la Tube Screamer d'Ibanez.
Il a pendant très longtemps joué avec des amplificateurs ENGL mais a commencé à utiliser des amplificateurs EVH lors de l'enregistrement de l'album Phantom Antichrist.

## Discographie

### Avec Kreator
- Endless Pain (1985)
- Pleasure to Kill (1986)
- Terrible Certainty (1987)
- Extreme Agression (1989)
- Coma of Souls (1990)
- Renewal (1992)
- Cause for Conflict (1995)
- Outcast (1997)
- Endorama (1999)
- Violent Revolution (2001)
- Enemy of God (2005)
- Hordes of Chaos (2009)
- Phantom Antichrist (2012)
- Gods of Violence (2017)

### Avec Voodoocult
- Jesus Killing Machine (1994)

## Participation
Mille a participé à l'album Hellfire Club du groupe Edguy en assurant le chant sur une version bonus de la chanson Mysteria.
Il a aussi participé à l'album Beyond Hell Above Heaven du groupe Volbeat en chantant sur 7.Shots.